# Mouvement Citoyens Wallons
De Mouvement Citoyens Wallons was een Waalse politieke beweging die pleitte voor politieke zelfbeschikking, uitmondend in volledige autonomie van het Waalse Gewest. De beweging wilde zo veel mogelijk zelfbestuur voor Wallonië realiseren, zonder nog financiële transfers van Vlaanderen te aanvaarden. Het Waals moest in Wallonië opnieuw de tweede voertaal kunnen worden. In voormalige Waalse regio's (met name werd de Voerstreek genoemd) moesten referenda worden georganiseerd over een eventuele wens tot heraansluiting bij Wallonië. Provincies, intercommunales en gemeenten moesten worden afgeschaft en vervangen door zichzelf besturende buurtcomités.
De beweging trok in 2004 met de Mouvement Socialiste naar de gewestelijke verkiezingen. In 2005 verenigde men zich tijdelijk met de rattachistische partij Rassemblement Wallonie-France. Deze samenwerking liep echter fout door het radicalisme van het RWF, waarna de beweging zich bij de Listes Wallon aansloot, een kartel van vier Waals-nationalistische partijen. Na de parlementsverkiezingen van 2007 trok het Mouvement Citoyens Wallons zich terug. Het merendeel van de leden sloot zich aan bij het Rassemblement Wallon, dat zich in 2008, samen met voormalige kartelpartners Parti France en het Wallon-Socialisme Démocratique omvormde tot Union Pour la Wallonie. In 2011 werd de partij herdoopt tot Rassemblement Wallon

## Voetnoot
1. ↑  Mouvement Socialiste